# Полонез (платье)

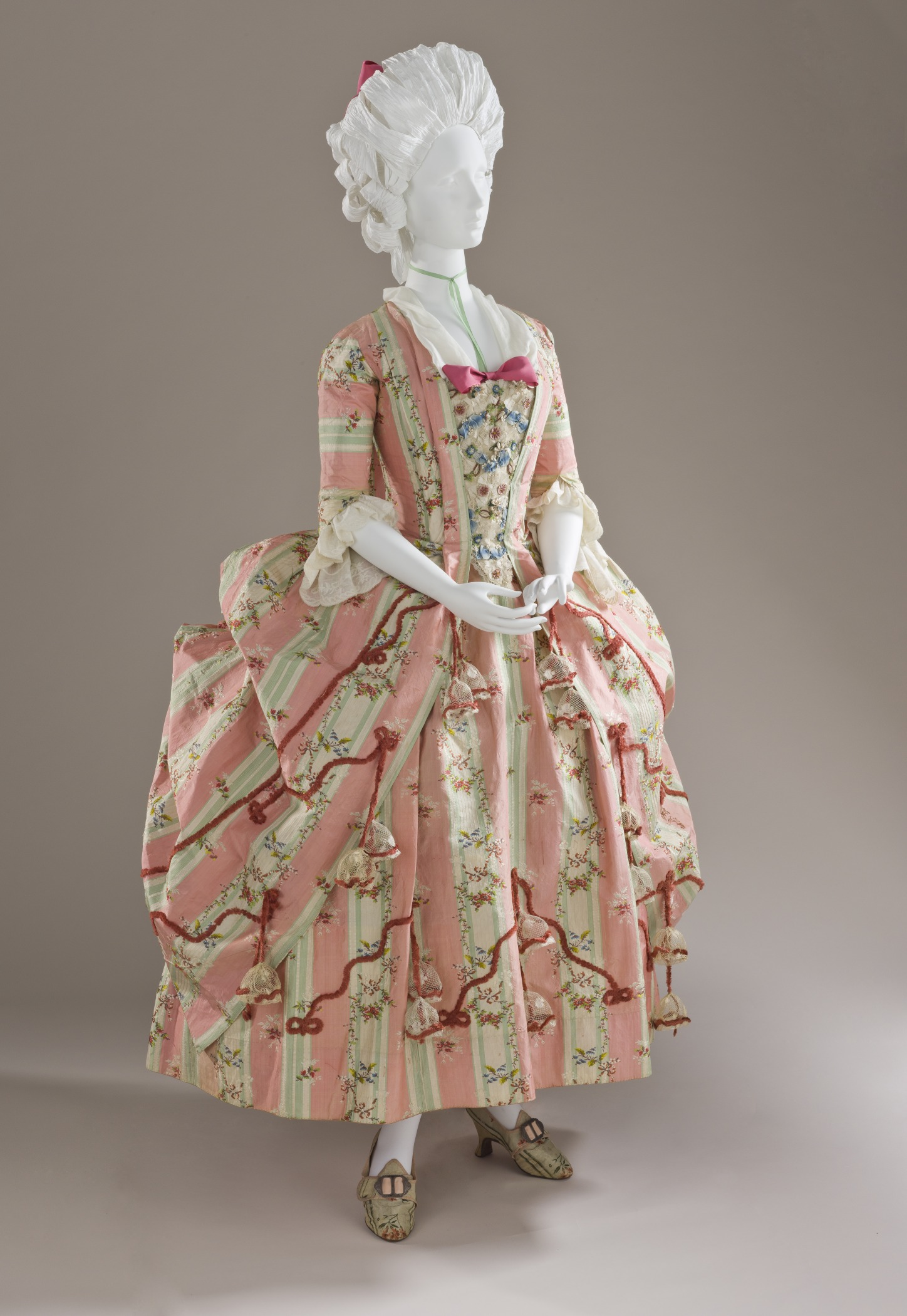
Платье полонез. Ок. 1775

Платье à la polonaise или полонез — женское платье, получившее распространение в конце 1770-х и 1780-х годов, вошедшее в моду вновь в 1870-х годах. Его форма позаимствована из польского национального костюма — платья с вырезом и несколькими юбками (одной нижней или несколькими нижними и верхней), где верхняя юбка была приподнята и задрапирована. С конца XIX века термин «полонез» обозначал также облегающее верхнее платье, которое переходило в длинные полотнища, располагавшиеся поверх нижней юбки, но не обязательно было драпированным или, наоборот, со свободно свисающими полотнищами.

## История

### XVIII век
Уже в 1720-х годах английские художники стали писать портреты аристократок, одетых в романтизированные версии костюма XVII века, подобно моделям на портретах Ван Дейка и Рубенса. К 1770-м годам вошли в моду элементы этого стиля — широкополая шляпа (названная в 1786 году «Модным журналом» «шляпой Рубенса») и юбки с драпировками.
В это же время в моду во Франции вошли некоторые особенности платья, изобретённые в Британии: обтягивающее платье, которое получило название robe à l'anglaise, и юбки с дополнительным объёмом у талии сзади и на бёдрах. Одним из способов создания подобного эффекта было подтягивание к талии и закрепления верхней юбки с помощью петель внутренних и внешних, пуговиц или лент, при этом создавалась живописная драпировка. Юбка распашного платья с узким лифом, собранная таким образом, при этом её подол принимал форму полукруга, получила название à la polonaise. Платье с подобранной верхней юбкой имело нижние длиной до щиколотки и открывало обувь. Оно подходило для пеших прогулок, так как не волочилось по земле.
С начала XVIII века женщины из среднего класса использовали различные импровизированные способы предохранения юбок от уличной грязи. Полонез стал модным вариантом этой практической цели. Название Polonaise (или polonese) появилось, видимо, по сходству с польским костюмом, однако не совсем ясно, относилось ли оно изначально к меховой отделке или к сборке складок на одну сторону (в свою очередь позаимствованное польской модой из турецкого костюма). Есть некоторые разногласия по поводу применения названия «полонез» к платью XVIII века. Некоторые исследователи определяют, что оно скроено так же, как robe à l'anglaise, но со шнурками, подтягивающими юбки в двух местах сзади, и датируют его появление началом 1770-х годов. Другие, например, Нора Во, считают, что robe à l'anglaise часто оснащался лентами для подтягивания юбки, а в отношении полонеза утверждают, что термин, хотя и применяется ко всем платьям XVIII века, имеющим драпировку сзади, но должен использоваться только по отношению к одежде, появившейся около 1775 года. Это платье имело покрой мужского пальто того времени, с тремя швами на спинке: центральным и двумя боковыми. «Хотя этот термин часто применяется к любому платью восемнадцатого века с драпировкой сзади, строго говоря, оно принадлежит верхнему платью, появившемуся около 1775 года. Оно был скроено как современное ему мужское пальто, со спинкой с тремя швами: центральным и двумя по бокам, с их помощью ткань собиралась в складки, полочка же была цельнокроеной и имела вытачки в области подмышек. 
По Эйлин Рибейро полонез состоит из четырёх деталей — две располагаются спереди и две сзади. Его лиф, высокий спереди, был скошен с боков, его треугольный вырез закрывался так называемым «ложным жилетом» — двумя полочками с застёжками на пуговицы или пряжки. Рукава платья имели длину как в три четверти, так и полную. В современных источниках упоминаются различные вариации полонеза: французский, ирландский, итальянский. Разновидностью роб à la polonaise был роб черкесский (фр. à la circassienne), имевшая такой же покрой, но отличающаяся отделкой мехом или кистями, и с рукавами amadis — пышным, в три буфа, с широкой манжетой. Платье полонез, не имевшее неудобного трена завоевало огромную популярность как бальное.

### XIX век
На протяжении XIX века полонезом назывались разные виды одежды, которые, как считалось, были связаны с польским костюмом. Так, вошедший в обиход в начале века плащ с рукавами, подбитый мехом, называемый витчура (witzchoura), иногда фигурирует в журналах мод под названием à la Polonaise.

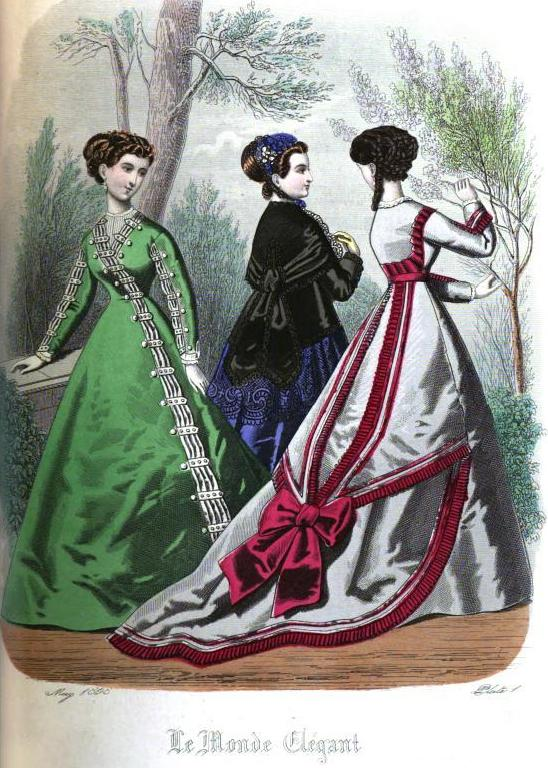
Ladies' Monthly Magazine. Май 1868 года. Слева зелёное платье "в стиле полонез"

В мае 1868 года в журнале  The Ladies' Monthly Magazine появилась цветная иллюстрация с изображением зелёного шелкового платья с асимметрично застёгивающимся передом и его выкройкой. Оно было представлено как платье в стиле полонез: «Большой новинкой сезона является платье полонез, полы которого открываются в косом направлении, как показано на 1-м рисунке на илл., и наша нынешняя выкройка устранит все трудности, связанные с пошивом этого элегантного платья».
С 1870-х годов название полонез стало снова относиться к платью с задрапированной верхней юбкой, открывавшей нижние, подобранные в тон, юбки. Платье было длиной по щиколотку, его надевали для занятия различными видами спорта, в том числе катания на коньках.